# 礼拜帽
礼拜帽，在中国伊斯兰教传统男性的宗教头饰。因做礼拜时不能将头顶露出，所以人们用头巾将头部覆盖。由传统的缠头巾演化而来。常见且流行于回族、保安族、东乡族、撒拉族等十个信仰伊斯兰教的少数民族。
1样式：
常见为白色的无檐小圆帽，纯色或有彩色花纹图案。颜色并无特别要求但常见于白色，因为伊斯兰教崇尚白色。礼拜帽上的图案常见于星月图案、几何图案和清真言等阿拉伯字体。但因教派、地区的不同礼拜帽的样式也不尽相同。如六角帽、八角帽、花帽等，六角帽、八角帽常见于西北地区的苏菲派哲合忍耶，花帽常见于维吾尔族、哈萨克等突厥族的穆斯林。
2材质：
常见于棉布、的确良、兽皮等材质，但因地区和季节的不同有着区别。